# Łęczyca (Landgemeinde)
Die Gmina wiejska Łęczyca [wɛnˈtʃɨtsa]Ausspracheⓘ ist eine Landgemeinde im Powiat Łęczycki der Woiwodschaft Łódź in Polen. Sitz der Landgemeinde ist die Kreisstadt Łęczyca (deutsch Lenczyca oder Lentschitza), die der Gemeinde als Stadtgemeinde nicht angehört. Die Gmina hat eine Fläche von 150,6 km² und 8535 Einwohner (Stand 31. Dezember 2020).

## Geographie

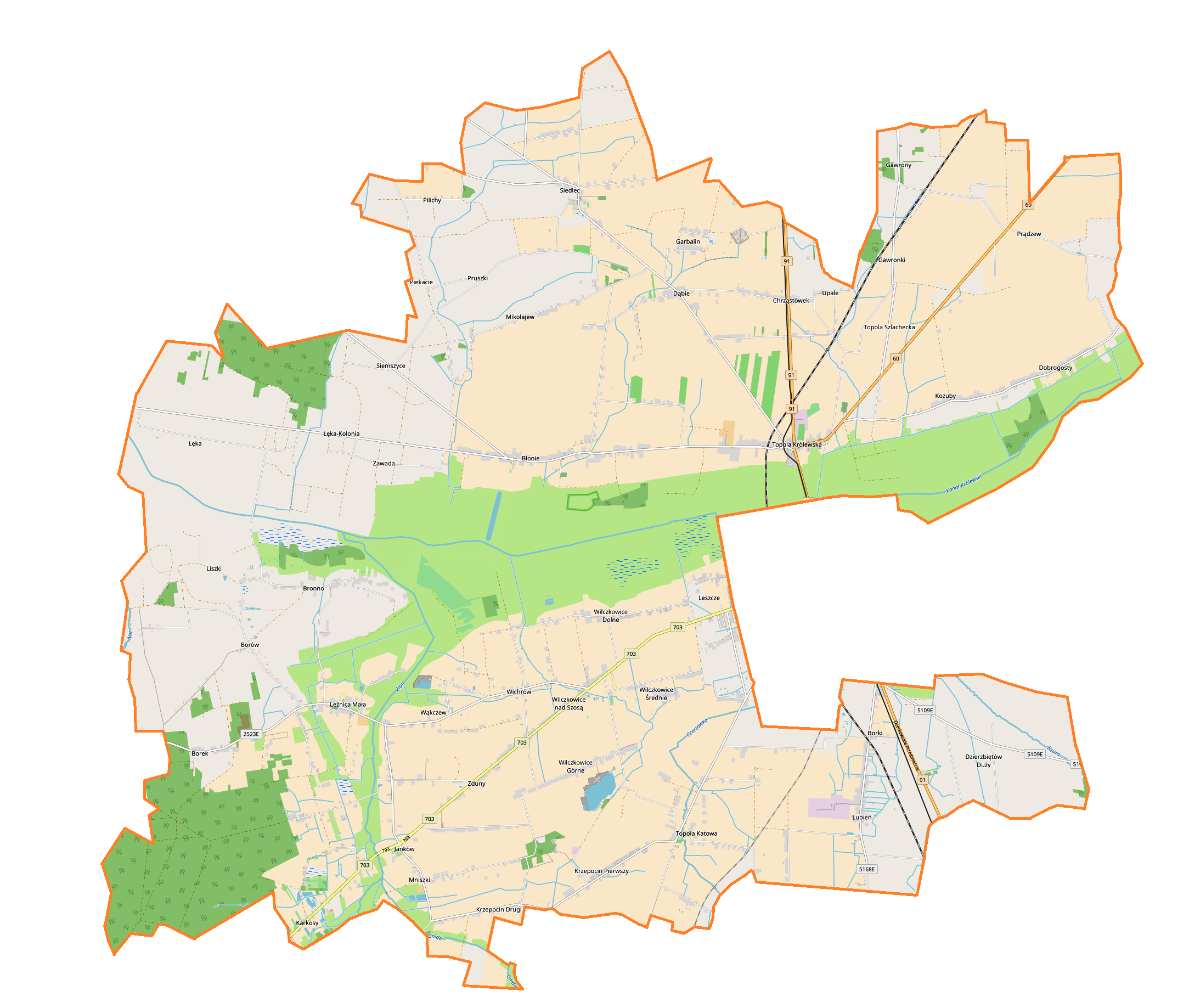
Karte der Gemeinde

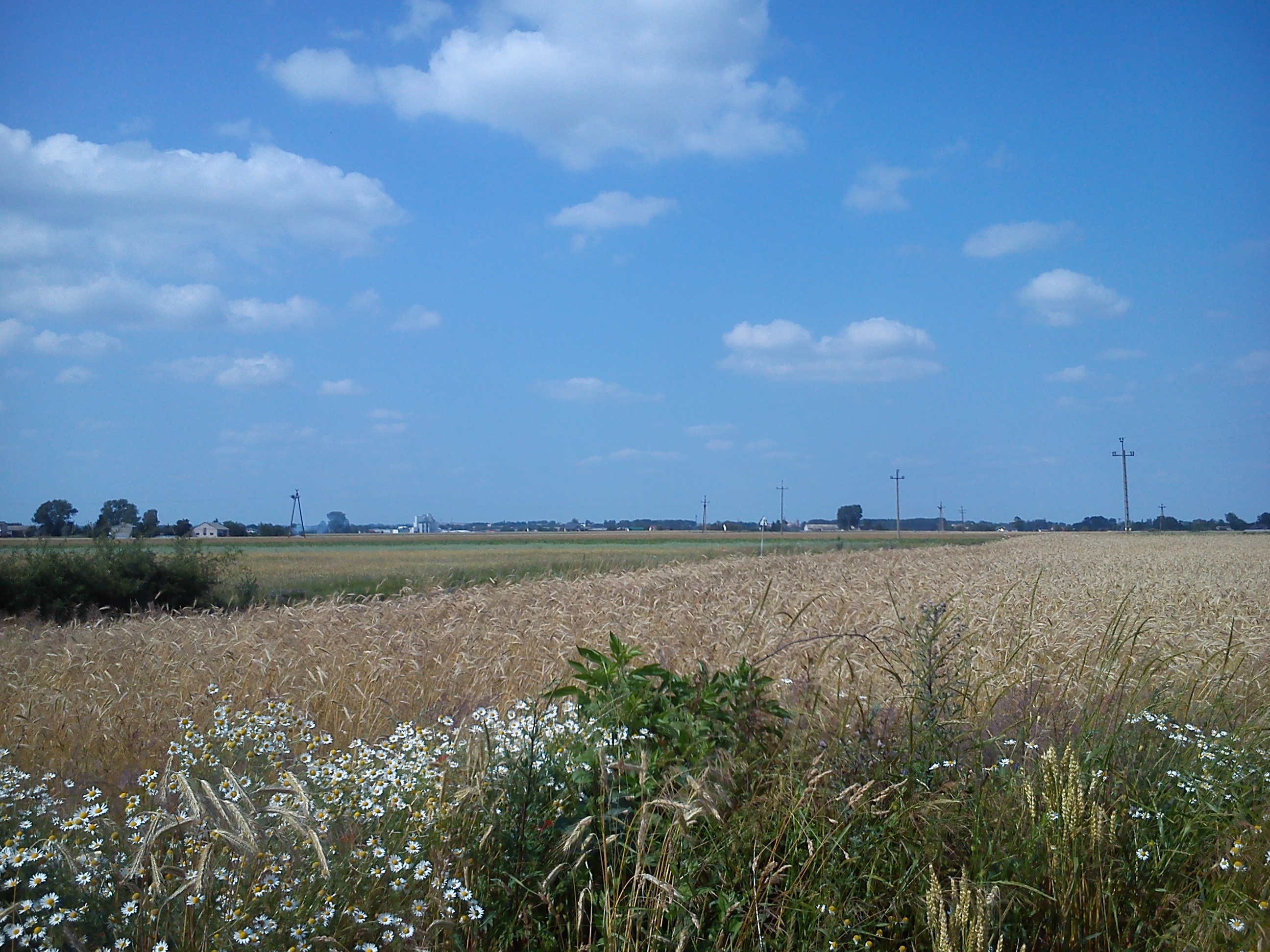
Landschaft bei Topola Katowa

Die Gemeinde liegt im Norden der Woiwodschaft. Łódź (Lodz) liegt 35 Kilometer südöstlich und Warschau 120 Kilometer östlich. Nachbargemeinden sind im Powiat Łęczycki Świnice Warckie im Westen, Grabów im Nordwesten, Daszyna im Norden, Witonia im Nordosten, die Kreisstadt Łęczyca und Góra Świętej Małgorzaty im Osten, im Powiat Zgierski Ozorków im Südosten und Parzęczew im Süden sowie im Powiat Poddębicki Wartkowice im Südwesten.
Die Gemeinde hat eine Fläche von 150,6 km², von der 85 Prozent land- und sechs Prozent forstwirtschaftlich genutzt werden. Ihr Gebiet ist mit 57 Einwohnern/km² dünn besiedelt. Das Gemeindegebiet ist reich an Gewässern. Dazu gehören Bzura, Czartówka, Kanał Królewski, Zian und Gnida sowie Baggerseen bei Wilczkowice Górne und Wąkczew.

## Geschichte
Während der deutschen Besetzung Polens im Zweiten Weltkrieg kam das Gemeindegebiet bis 1945 zum Landkreis Lentschütz im Reichsgau Wartheland. Für kurze Zeit wurden die Orte umbenannt.
Auf dem Gemeindegebiet bestanden die Landgemeinden Tkaczew und Topola, letztere mit Sitz in Topola Królewska, die 1954 in Gromadas zerschlagen wurden. Die Landgemeinde Łęczyca wurde zum 1. Januar 1973 im Powiat Łęczycki alten Zuschnitts in der ehemaligen Woiwodschaft Łódź aus Gromadas neu gebildet. Von 1975 bis 1998 gehörte die Gemeinde zur Woiwodschaft Płock. Der Powiat war in dieser Zeit aufgelöst. Die Landgemeinde kam 1999 an den Powiat Łęczycki der Woiwodschaft Łódź im gegenwärtigen Gebietszuschnitt.

## Gliederung
Zur Landgemeinde (gmina wiejska) Sędziejowice gehören die folgenden 47 Dörfer und Ortschaften mit 36 Schulzenämtern (sołectwa), denen weitere Orte ohne Schulzenamt zugeordnet sind:
Błonie
Borek
Borki
Borów mit Prusinowice
Bronno mit Liszki
Chrząstówek
Dąbie
Dobrogosty
Dzierzbiętów Duży
Dzierzbiętów Mały
Garbalin
Gawrony mit Gawronki
Janków mit Karkosy und Mniszki
Kozuby
Krzepocin Drugi
Krzepocin Pierwszy
Łęka
Łęka-Kolonia (Kolonia Łęka)
Leszcze
Leźnica Mała
Lubień
Mikołajew
Piekacie
Prądzew
Pruszki mit Szarowizna
Siedlec mit Pilichy
Siedlec Kolonia
Siemszyce
Topola Katowa
Topola Królewska
Topola Szlachecka
Wąkczew
Wichrów
Wilczkowice, Schulzenamt mit den Dörfern Wilczkowice Dolne, Wilczkowice Górne, Wilczkowice nad Szosą und Wilczkowice Średnie
Zawada mit Zawada Górna
Zduny
Weitere Orte der Gemeinde sind die Siedlungen Bazylia, Leszcze und Wichrów-Kolonia sowie die Weiler und Wohnplätze Gawrony-Parcela, Siedlec-Parcele und Pełczyska.

## Verkehr
Die Landesstraße DK91 führt von Danzig über Włocławek, Kowal und Łęczyca nach Łódź und Częstochowa (Tschenstochau). In Topola Królewska zweigt die Landesstraße DK60 nach Kutno ab. Die Woiwodschaftsstraße DW703 verbindet Łęczyca mit Poddębice (Poddembice) und Łowicz (Lowitsch).
Der Bahnhof in der Kreisstadt Łęczyca liegt an der Bahnstrecke Łódź–Kutno. Daneben besteht der Haltepunkt Gawrony im Norden des Gemeindegebiets. Die Schmalspurbahn Ostrowy–Ozorków der Krośniewicka Kolej Dojazdowa führte von Ostrowy über Krośniewice und Łęczyca nach Ozorków.
Der nächste internationale Flughafen ist Łódź.